# Ochraethes sommeri
Ochraethes sommeri es una especie de escarabajo longicornio del género Ochraethes, tribu Clytini, subfamilia Cerambycinae. Fue descrita científicamente por Chevrolat en 1835.

## Descripción
Mide 13-15,35 milímetros de longitud.

## Distribución
Se distribuye por México.